# Гром (бомба)
«Гром» (укр. «грім») — комплекс ракетно-бомбового озброєння розробки російської корпорації «Тактичне ракетне озброєння» (рос. Тактическое ракетное вооружение). Вперше представлений на міжнародному авіасалоні МАКС-2015.

## Конструкція
Боєприпаси «Гром» мають модульну конструкцію та уніфіковані між собою. Основною відмінністю боєприпасу «Гром-Е1» від «Гром-Е2» є використання ракетного двигуна у хвостовій частині фюзеляжу.
Крилата бомба-ракета «Гром-Е1» (виріб 9-А-7759) має уламково-фугасну модульну бойову частину (МБЧ) типу 9-Ж1-7759, масою 315 кг з контактним підривачем. Після скидання запускається стартовий ракетний двигун, через деякий час починає працювати маршовий ракетний двигун. Ракета-бомба може знижуватись на ціль під великим кутом.
За ефективністю виріб 9-А-7759 у 1,8 раза перевершує авіаційну бомбу вільного падіння ОФАБ-250-270.
Крилата бомба «Гром-Е2» замість модуля з ракетним двигуном має додаткову бойову частину та пропонується у двох варіантах виконання з різними типами бойових частин. Зокрема, виріб 9-А1-7759 має додаткову уламково-фугасну-запалювальну бойову частину 9-Ж1-7759. Максимальний час польоту заявлений до 260 с на відстань до 65 км. При стартовій масі 598 кг маса обох бойових частин дорівнює 480 кг та у 1,5 раза перевершує авіаційну бомбу вільного падіння ОФАБ-500У.
Виріб 9-А2-7759 має дві об'ємно-детонуючі бойові частини 9-Ж2-7759 з лазерним датчиком висоти. При стартовій масі 488 кг маса обох бойових частин дорівнює 370 кг. За льотними характеристиками цей виріб аналогічний 9-А1-7759. Висота підриву — 6…12 м, а бойова ефективність заявлена у двічі більша за кориговану авіабомбу КАБ-500ОД.
Комплекс входить до складу озброєння літаків МіГ-35, Су-34, Су-35, Су-57 та вертольотів.

## Тактико-технічні характеристики
Після завершення випробувань у 2019 році виробником заявлено такі тактико-технічні характеристики для експортних варіантів «Гром-Е1» та «Гром-Е2» комплексу.
Спільні: уніфікований циліндричний корпус з оживальною носовою частиною, нормальною аеродинамічною схемою та складаним стрілоподібним крилом. Можливе розташування як у внутрішніх відсіках літака-носія, так і на зовнішніх вузлах підвіски. Основним призначенням обох варіантів є знищення наземних цілей з відомими координатами.
- Система наведення: комбінована інерціальна з корекцією за сигналами системи супутникової навігації GPS/ГЛОНАСС.
- Корпус:
  - Довжина: 4,2 м,
  - Діаметр: 0,31 м,
  - Розмах стрілоподібного крила: 1,9 м

Відмінні: варіант «Гром-Е1» має ракетний двигун у хвостовій частині, варіант «Гром-Е2» замість нього має додаткову уламково-фугасну бойову частину.
«Гром-Е1»
- Стартова маса: 594 кг
- Бойова частина: уламково-фугасна, 315 кг
- Дальність пуску: 10 км … 120 км
- Висота пуску: 500 м … 12000 м
- Швидкість літака-носія: 140 … 445 м/с
- Кут пеленга цілі при пуску: +180° … -180°
- Середня швидкість польоту (висота пуску 12000 м, швидкість носія 445 м/с, відстань до цілі 120 км): 300 м/с
  - Лінійні перенавантаження: до 4g
- Рушій: маса 161 кг, має стартовий та маршовий двигуни, можливе використання ракетного двигуна від ракети Х-38.

«Гром-Е2»
- Стартова маса: 598 кг
- Бойова частина: дві уламково-фугасні, 480 кг (315 кг плюс 165 кг)
- Дальність пуску: 10 км … 50 км
- Висота пуску: 500 м … 12000 м
- Швидкість літака-носія: 140 м/с … 445 м/с.

## Бойове застосування

### Російсько-українська війна

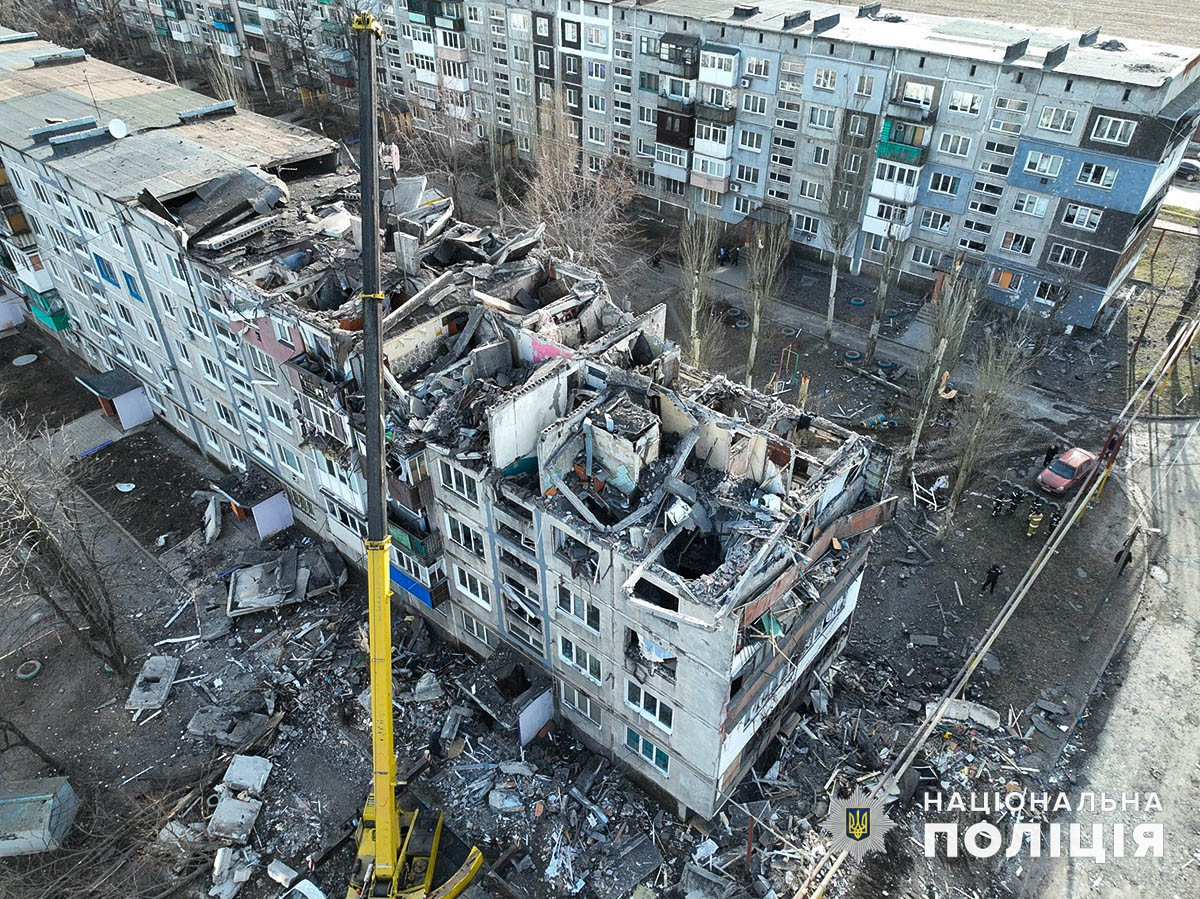
П'ятиповерхівка в Мирнограді, яка зруйнована боєприпасом «Гром-Е1»

У березні 2023 року у Куйбишевському районі Донецька були знайдені уламки авіаційного боєприпасу, схожі на російський комплекс «Гром».
1 лютого 2024 року завдано удар по ЗОШ № 4 в Мирнограді із застосуванням «Гром-Е1». У лютому 2024 року російські окупанти здійснили обстріл Херсону новітніми високоточними авіаційними ракетами «Гром-1» класу «повітря-земля».
12 березня 2024 року боєприпасом «Гром-Э1» частково зруйнована п'ятиповерхівка в Мирнограді. Зруйновано два під'їзди, загинули двоє людей і поранені п'ятеро.
8 серпня 2024 року російські окупанти застосували ракету-бомбу по місту Костянтинівка Донецької області.
31 серпня 2024 року, надвечір, таким же боєприпасом був завданий удар по Харкову.
Чергове застосування боєприпасу відбулось по Харкову у ніч на 29 жовтня 2024 року.
28 червня 2025 року, вдень, російські окупанти скерували на місто Дніпро ракету-бомбу «Гром-1».